# Echinocardiinae
De Echinocardiinae zijn een onderfamilie van de Loveniidae, een familie van zee-egels (Echinoidea) uit de orde Spatangoida.

## Geslachten
- Echinocardium Gray, 1825